# 内洞駅
内洞駅（ネドンえき）は朝鮮民主主義人民共和国平安南道陽徳郡に位置する朝鮮民主主義人民共和国鉄道省平羅線の駅である。

## 歴史
- 1941年4月1日：開業[1]。

## 隣の駅
朝鮮民主主義人民共和国鉄道省
平羅線
陽徳駅 - 内洞駅 - 石湯温泉駅